# Hillary Scott
Hillary Scott (Naperville, 3 febbraio 1983) è un'ex attrice pornografica statunitense.

## Biografia
Originaria di Naperville, Illinois, la Scott è cresciuta a Chicago dove ha vissuto fino a quando non si è trasferita a Los Angeles per iniziare la carriera nell'industria pornografica. Ha dichiarato di essersi interessata alla pornografia a 11 anni quando, dopo che la madre aveva installato la TV via cavo nella sua stanza, incominciò a guardare il canale Cinemax di notte. Durante le superiori, ebbe una storia con un'altra studentessa e non fece sesso con un uomo fino a 18 anni. Nel programma "Inside the Porn Actor's Studio", trasmesso il 5 febbraio 2007, ha dichiarato che il suo primo atto sessuale lo ebbe a 11 anni, con la sorellastra.
Dopo il diploma, lavorò due anni e mezzo in una banca a vendere finanziamenti con ipoteca. Il lavoro l'annoiava, e così l'obbligo a vestirsi in abiti formali e a rimuovere i piercing. Dopo la fine delle superiori, è stata sposata per sei mesi.

## Carriera pornografica

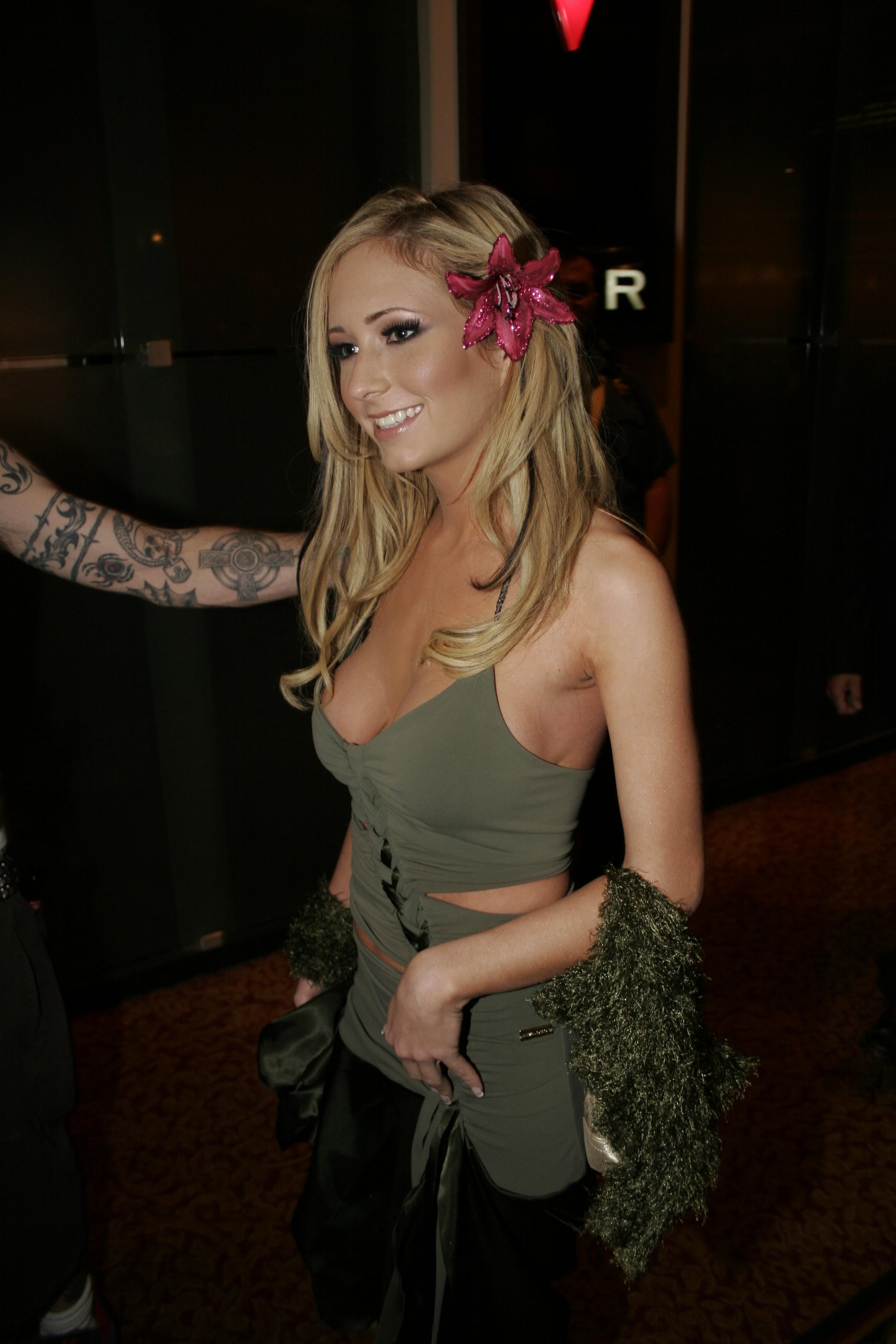
Hillary Scott in occasione degli AVN Awards 2006

Alla fine di agosto 2004 si trasferì a Los Angeles per tentare una carriera nel cinema per adulti. La sua prima scena fu in Double Play #2 per la Digital Sin, in coppia con Mark Ashley. Dopo aver interpretato molti film del genere gonzo, in cui si fece notare per le scene di sesso anale, il suo primo ruolo in una grande produzione fu in Darkside con Penny Flame nel 2005. Agli AVN Awards del 2006, la Scott ha ottenuto il riconoscimento per "Best Oral Sex Scene - Film" e "Best Group Sex Scene - Film" proprio per la sua interpretazione di Darkside. Ha ottenuto anche gli XRCO Awards come "Best New Starlet" e "Orgasmic Oralist" il 20 aprile 2006. La Scott spesso nei suoi film usa parole "sporche" e lavora senza preservativo in tutte le scene con gli uomini. Ha girato tantissime scene di sesso interrazziale.
Il 15 maggio 2006, è stata la prima ospite nello show della Sirius Satellite Radio Inside the Porn Actors Studio. Ospite dell'Howard Stern show il programma è una parodia della serie televisiva Inside the Actors Studio.
Nel 2006, Hillary ha girato una scena con il controverso attore/regista Max Hardcore per il video Universal Max 6. In quella scena, Max ha urinato nella bocca di Hillary.
La Scott ha rimpiazzato Jessica Sweet nel ruolo di "Britney Rears" per il film Britney Rears 3: Britney Gets Shafted. Nel 2006 ha debuttato come regista in Anal Princess Diaries.
Il 23 aprile 2007 la Scott ha annunciato di aver siglato il più importante contratto di esclusiva nella storia del genere (un milione di dollari per quattro anni). Nello stesso anno per la sua partecipazione in Corruption ha ottenuto il premio come Miglior attrice agli AVN e come miglior attrice agli XRCO Awards.
Dal 2016, secondo il sito IAFD, risulta non aver girato più alcuna scena per cui la sua carriera deve considerarsi conclusa. Nel 2024 è stata inserita nella AVN Hall of Fame.

## Riconoscimenti
- AVN Awards
  - 2006 – Best Oral Sex Scene (film) per Dark Side con Alicia Alighatti e Randy Spears[14]
- 2006 – Best Group Sex Scene (film) per Dark Side con Penny Flame, Dillan Lauren, Alicia Alighatti, Randy Spears e John West[15]
- 2007 – Female Performer of the Year[16]
- 2007 – Best Actress (video) per Corruption[16]
- 2008 - Best Supporting Actress (video) per Upload[17]
- 2009 – Best Group Sex Scene (film) per Icon con Heidi Mayne, Mark Davis, Alec Knight, Cheyne Collins e Alex Sanders[18]
- XRCO Awards
  - 2006 – Best New Starlet[19]
  - 2006 – Orgasmic Oralist[20]
  - 2007 – Female Performer Of The Year[21]
  - 2007 – Single Performance – Actress per Corruption[22]
  - 2007 – Orgasmic Analist[23]
  - 2007 – Orgasmic Oralist[24]
  - 2007 – Superslut[25]
  - 2008 – Orgasmic Analist[26]
  - 2016 – Hall of Fame[27]
- F.A.M.E. Awards
  - 2008 – The Dirtiest Girl In Porn[28]
- CAVR Awards
  - 2006 – "Star of the Year"
  - 2005 – "Starlet of the Year"

## Filmografia

### Attrice
- 12 on One 2 (2004)
- Altered Assholes 2 (2004)
- Anal Nitrate (2004)
- Anal Teen Tryouts 6 (2004)
- Ass Wreckage 2 (2004)
- Ass-fucking Young Girls (2004)
- Attention Whores 1 (2004)
- Barely 18 16 (2004)
- Blow Me Sandwich 6 (2004)
- Cheerleader Auditions 2 (2004)
- Double Play 2 (2004)
- First Offense 7 (2004)
- Girly Thoughts (2004)
- Straight To The Sphincter 2 (2004)
- Teen Power 11 (2004)
- True College Girls 2 (2004)
- Wet Teen Panties 3 (2004)
- Who's Your Daddy 6 (2004)
- Young and Filthy 1 (2004)
- Young Pink 7 (2004)
- Your Ass is Mine (II) (2004)
- 12 Nasty Girls Masturbating 1 (2005)
- 13 Cum Hungry Cocksuckers 1 (2005)
- 2 Dicks in Paris (2005)
- 20 Teens Who Like To Suck Cocks (2005)
- 5 Guy Cream Pie 18 (2005)
- A2M 6 (2005)
- Absolute Ass 4 (2005)
- All-time Best Cream Pie (2005)
- Almost Virgins 1 (2005)
- Anal Cherry Busters (2005)
- Anal Cum Swappers 2 (2005)
- Anal Express (2005)
- Anal Incorporated (2005)
- Anal POV Sluts 2 (2005)
- Anal Princess Diaries 1 (2005)
- Anal Supremacy 1 (2005)
- Ass Cream Pies 8 (2005)
- Ass Factor 1 (2005)
- Ass Fucked 2 (2005)
- Ass Pounders 3 (2005)
- Assed Out 3 (2005)
- Assfixiation 2 (2005)
- Babysitter 20 (2005)
- Backwash Babes (2005)
- Baker's Dozen 4 (2005)
- Baker's Dozen 6 (2005)
- Baker's Dozen 7 (2005)
- Bang Van 7 (2005)
- Be My Bitch 1 (2005)
- Bikini Banger 4 (2005)
- Black Dick For The White Chick 1 (2005)
- Black Dicks in White Chicks 10 (2005)
- Black in the Crack 1 (2005)
- Black Meat White Treat (2005)
- Blow Jobs Gone Wild 2 (2005)
- Blow Me 2 (2005)
- Blow Me 3 (2005)
- Blue Light (2005)
- Bottom Feeders (2005)
- Bottomless 4 (2005)
- Busty Beauties 19 (2005)
- Butt Blassted 1 (2005)
- Buttman's Vault of Whores (2005)
- Chocolate Creampies 1 (2005)
- Cream Pie For The Straight Guy 2 (2005)
- Creamed 3 (2005)
- Cum Addicts Anonymous (2005)
- Cum Eating Teens 3 (2005)
- Cum Fart Cocktails 2 (2005)
- Cumvert (2005)
- Daddy's Home (2005)
- Darkside (2005)
- Debbie Goes To Rehab (2005)
- Dementia 3 (2005)
- Destroy the World 1 (2005)
- Deviant Teens 1 (2005)
- Dillan's Day Off (2005)
- Dirrty 4 (2005)
- Dirty Little Secrets (2005)
- Dirty Movie (2005)
- Don't Tell Mommy 7 (2005)
- Double Cum Cocktails 2 (2005)
- Double Parked 15 (2005)
- Down the Hatch 15 (2005)
- Extreme Penetrations 7 (2005)
- F My A 2 (2005)
- Face Blasters 1 (2005)
- Facial Deposits 1 (2005)
- Feeding Frenzy 7 (2005)
- Fill Me In 2 (2005)
- Filthy Anal POV 1 (2005)
- Filthy Things 5 (2005)
- Flesh Fest 3 (2005)
- Four on the Whore 1 (2005)
- Fresh Asses 1 (2005)
- Fresh Flesh (2005)
- From My Ass to My Mouth 1 (2005)
- Fuck Dolls 4 (2005)
- Fuck My Ass -n- Make Me Cum 4 (2005)
- Fully Loaded 3 (2005)
- Gag Factor 17 (2005)
- Gangbang Auditions 18 (2005)
- Giants Black Meat White Treat 2 (2005)
- Girls Gone Anal (2005)
- Girls Interrupted 3 (2005)
- Girls Night Out 1 (2005)
- Girls of the Oc (2005)
- Gonzo Jenna Haze Style (2005)
- Good Girls Gone Black 1 (2005)
- Good Source Of Iron 5 (2005)
- Gooey Buns 12 (2005)
- Gutter Mouths 31 (2005)
- Hooligans (2005)
- I Can't Believe I Took The Whole Thing 4 (2005)
- Innocence Ass Candy (2005)
- Innocence Wet (2005)
- Inside Job 2 (2005)
- Internal Discharge 1 (2005)
- Intimate Secrets 5 (2005)
- Irritable Bowel Syndrome 2 (2005)
- Jessica Jaymes Loves Cock (2005)
- Jessica's Jet Set (2005)
- Just Popped In (2005)
- Lethal Injections 3 (2005)
- Lick It Up 1 (2005)
- Liquid Gold 10 (2005)
- Liquid Gold 11 (2005)
- Mad At Daddy 2 (2005)
- Mason's Sluts (2005)
- Multiples POV (2005)
- My Daughter's Fucking Blackzilla 2 (2005)
- Nailed With Cum 2 (2005)
- Naughty Little Nymphos 16 (2005)
- Naughty Teens Who Like It In Their Ass (2005)
- Neo Pornographia 2 (2005)
- Nerdz (2005)
- No Cocks Allowed 1 (2005)
- No Swallowing Allowed 5 (2005)
- Not Too Young For Cum 2 (2005)
- Nurses Gone Wild (2005)
- Nut Busters 6 (2005)
- Panty Party 1 (2005)
- Perverted POV 9 (2005)
- Peter North's POV 6 (2005)
- Pinky (2005)
- Playing with Hillary Scott (2005)
- Poke Me Hard, Poke Me Right (2005)
- POV Ersions (2005)
- POV Pervert 6 (2005)
- Pussy Party 12 (2005)
- Raw Pussy 1 (2005)
- Rough and Ready 2 (2005)
- Service Animals 21 (2005)
- Sex Pix (2005)
- Slap Happy 10 (2005)
- Slut Puppies 1 (2005)
- Small Sluts Nice Butts 4 (2005)
- Stick It 3 (2005)
- Stretched Out Snatch 3 (2005)
- Supersquirt 2 (2005)
- Swallow My Pride 7 (2005)
- Sweet Tarts 2 (2005)
- Taste Her Ass 2 (2005)
- Teach Me How to Fuck 3 (2005)
- Teagan: All American Girl (2005)
- Tearing It Up 1 (2005)
- Teen Anal POV 3 (2005)
- Teen Angels (2005)
- Teen Cock Rockers 1 (2005)
- Teen Fuck Holes 1 (2005)
- Teen Offenders 1 (2005)
- Teen Pink and 18 2 (2005)
- Teenage Anal Princess 2 (2005)
- Teeny Bopper Club 1 (2005)
- Tiny Chicks Sure Can Fuck 1 (2005)
- Tonsil Train 2 (2005)
- Tough Love 4 (2005)
- Toy Boxes 1 (2005)
- Twisted Vision 2 (2005)
- Twisted Youth (2005)
- Vaginal Neglect 2 (2005)
- Violation of Hillary Scott (2005)
- Welcome to the Bunghole 2 (2005)
- Where's The Cum (2005)
- White Chicks Gettin' Black Balled 13 (2005)
- White Chocolate 1 (2005)
- White Girls Suck and Swallow 3 (2005)
- White Guy's POV 1 (2005)
- Whores Don't Wear Panties 1 (2005)
- YA 32 (2005)
- 2 on 1 23 (2006)
- Alone in the Dark 1 (2006)
- American Bukkake 29 (2006)
- Anal Biker Bitches (2006)
- Anal Expedition 10 (2006)
- Anal Extremes 1 (2006)
- Anal Nation (2006)
- Anal Princess Diaries 2 (2006)
- Angels of Debauchery 5 (2006)
- Appetite For Ass Destruction 4 (2006)
- Artcore 4: Dreams (2006)
- Ashton Asylum (2006)
- Ass Pumpers 2 (2006)
- Asseaters Unanimous 11 (2006)
- Assfensive 6 (2006)
- Asstravaganza 2 (2006)
- Baker's Dozen 8 (2006)
- Bang My Bride (2006)
- Bang My Juice Boxxx 1 (2006)
- Bangin Whitey 3 (2006)
- Big Gulps 2 (2006)
- Big Night Sticks Little White Chicks 1 (2006)
- Bitches in Training 1 (2006)
- Blonde Dumb and Full of Cum (2006)
- Blow Me 6 (2006)
- Blown Away 2: I Can't Wait to Suck Your Cock (2006)
- Bootylicious 48: Little Freaky White Bitches (2006)
- Brea's Crowning Glory (2006)
- Bring It Black 1 (2006)
- Britney Rears 2: I Wanna Get Laid (2006)
- Britney Rears 3: Britney Gets Shafted (2006)
- Bros and Blondes 3 (2006)
- Butt Blast (2006)
- Chocolate Melts in Your Mouth and in Your Hands 1 (2006)
- Chronicles Of A Pervert (2006)
- Corruption (2006)
- Crank Shaft 1 (2006)
- Cream Pie Girls 4 (2006)
- Crimes of the Ass (2006)
- Cum Buckets 5 (2006)
- Cum Buckets 6 (2006)
- Cum Coat My Throat 1 (2006)
- Cumstains 7 (2006)
- Daddy's Worst Nightmare (2006)
- Deeper 3 (2006)
- Double Stuffed 7 (2006)
- Double Teamed And Creamed 2 (2006)
- Exposed 1 (2006)
- Face Invaders 1 (2006)
- Femdom Facesitters 3 (2006)
- First Time Swallows 6 (2006)
- Fuck Pig (2006)
- Fucking Hostile 2 (2006)
- Gag Me Then Fuck Me 2 (2006)
- Gag on This 9 (2006)
- Gang Bang Darlings 5 (2006)
- Garbage Pail Girls 3 (2006)
- Greatest Cum Sluts Ever (2006)
- Greatest Cum Sluts Ever 2 (2006)
- Grudge Fuck 7 (2006)
- Hand to Mouth 4 (2006)
- Hard Candy 2 (2006)
- Harder Than Steel 1 (2006)
- Her First Anal Sex 9 (2006)
- Hi Daddy (2006)
- High Desert Ho's (2006)
- Hillary Scott Cock Star (2006)
- House of Anal (2006)
- House of Ass 2 (2006)
- I Like 'Em Young 2 (2006)
- I Lost My Cock In Hillary Scott (2006)
- I Love My Pearl Necklace (2006)
- I Love Pink (2006)
- I Pervert (2006)
- I'm a Tease 1 (2006)
- Incumming 8 (2006)
- Innocent Desires 3 (2006)
- Internal Cumbustion 9 (2006)
- Internal Explosions 5 (2006)
- Jack's POV 1 (2006)
- Just Legal (2006)
- Lesbian In Training 1 (2006)
- Lewd Conduct 26 (2006)
- Lip Lock My Cock 1 (2006)
- Liquid Gold 12 (2006)
- Little White Girls (2006)
- Load Sharing 1 (2006)
- Meat My Ass 1 (2006)
- Meat My Ass 3 (2006)
- Meet The Fuckers 4 (2006)
- Memoirs of Mika Tan (2006)
- Mind Blowers 4 (2006)
- Mouth 2 Mouth 5 (2006)
- Mouth Meat 5 (2006)
- My Sister's Hot Friend 6 (2006)
- MyXXXPornSpace.com (2006)
- Naturals 1 (2006)
- No Morals (2006)
- North Pole 60 (2006)
- Nympho 2 (2006)
- Orgy World: The Next Level 10 (2006)
- Overflowing Assholes 1 (2006)
- Penetration 11 (2006)
- Pick An Open Lane (2006)
- Please Drill My Ass POV Style 3 (2006)
- Porn Of The Dead (2006)
- Pornographer (2006)
- Pretty Little Cum Catchers (2006)
- Prying Open My Third Eye 1 (2006)
- Pure Sextacy 1 (2006)
- Pushed: Catfight 1 (2006)
- Sasha Grey Superslut (2006)
- Sensational Teens 2 (2006)
- Sex Cravings (2006)
- Sex Therapy 1 (2006)
- Skeeter Kerkove's Girls Sodomizing Girls 1 (2006)
- Slipping Into Darkness (2006)
- Slurpeez 1 (2006)
- Stiffer Competition (2006)
- Suck It Dry 2 (2006)
- Sweet and Petite 1 (2006)
- Sweet My Ass (2006)
- Swirlies 2 (2006)
- Tear Me A New One 3 (2006)
- Tease Me Then Please Me 4 (2006)
- That's Fucked Up (2006)
- Tight Teen 1 (2006)
- Titty Babies (2006)
- Universal Max 6 (2006)
- Un-natural Sex 16 (2006)
- Up Your Ass 24 (2006)
- We Like To Watch...Young Girls (2006)
- White Crack 4 the Big Black (2006)
- White Trash Whore 33 (2006)
- Wild Things on the Run 3 (2006)
- X-treme Violation 3 (2006)
- Young Bung 2 (2006)
- Young Sluts 2 (2006)
- Yummy In My Tummy 2 (2006)
- 2 Big 2 Be True 6 (2007)
- 3-Way Addiction 1 (2007)
- A List 2 (2007)
- All Star Party Poopers (2007)
- American Dream (2007)
- American Teen Idols (2007)
- Anal Full Nelson 3 (2007)
- Anal Hell 1 (2007)
- Anal Lovers 2 (2007)
- Ass Invaders 1 (2007)
- Babyface 2 (2007)
- Bad Bad Blondes (2007)
- Before They Were Stars 2 (2007)
- Bend Over and Say Ahhhh (2007)
- Big Cock Teen Addiction 2 (2007)
- BJ's In Hot PJ's (2007)
- Black Cocks Tiny Teens 3 (2007)
- Blowjob Races 1 (2007)
- Bra Bustin and Deep Thrustin 2 (2007)
- Bring Your A Game 3 (2007)
- Britney Rears 4: Britney Goes Gonzo (2007)
- Burnt Fury (2007)
- Butthole Whores 1 (2007)
- California Orgy 5 (2007)
- Chemistry 3 (2007)
- Cherry Bomb (2007)
- Chocolate Dipped Vanilla Whores (2007)
- Cream Team 1 (2007)
- Creamy Stinkstars (2007)
- Cum Eating Teens 6 (2007)
- Dark Carnival (2007)
- Debbie Does Dallas... Again (2007)
- Delilah (2007)
- Deviant Angel (2007)
- Domination (2007)
- Extreme Asshole Makeover (2007)
- Feed Me Your Cream (2007)
- Female Gardener (2007)
- Filthy Cum Swappers (2007)
- Filthy Fucking Cum Sluts 1 (2007)
- Fresh Off the Bus 4: Barely Legal Babysitters (2007)
- Fusxion Fantasies 2 (2007)
- Gang Bangin Whitey 2 (2007)
- Get Naked 3 (2007)
- Good Whores Take It in the Ass 3 (2007)
- Harder Than Steel 2 (2007)
- Her First DP 6 (2007)
- Hillary Scott is the Runaway Brat (2007)
- Hot Ass 1 (2007)
- Hot Honeys from Hollywood 3 (2007)
- Hot Squirts 4 (2007)
- Hustler Hardcore Vault 6 (2007)
- I Love Your Sexy Feet (2007)
- Innocent Desires 7 (2007)
- Inside Jobs 2 (2007)
- Instigator (2007)
- InTERActive (2007)
- Interracial Bus Stop Orgies (2007)
- Jenna Haze Oil Orgy (2007)
- Kribs (2007)
- Layout (2007)
- Lil' Bit Of Everything (2007)
- Lucky Lesbians 1 (2007)
- Luxury Lovers: Lesbian Edition (2007)
- Masturbation Mayhem 2 (2007)
- Me Myself and I 1 (2007)
- MyPlace 3 (2007)
- Night Shift Nurses: Escort Service (2007)
- Not The Bradys XXX (2007)
- Off the Hook (2007)
- Perfect Match (2007)
- Room for Rent (2007)
- School's Out (2007)
- Shay Jordan: Scream (2007)
- Simple Fucks 1 (2007)
- Slime Ballin' 2 (2007)
- Sperm Drains (2007)
- Spunk'd the Movie (2007)
- Stuff Me Up 2 (2007)
- Super Shots: Ass Fuckers 3 (2007)
- Take It Black 5 (2007)
- Teeny Bopper Sluts 1 (2007)
- Throat Jobs 3 (2007)
- Ties That Bind 1 (2007)
- Top Guns 7 (2007)
- Total Interactive Control of Alektra Blue (2007)
- Two Timers 7 (2007)
- Upload (2007)
- Vanilla Killa 2 (2007)
- Wet Food 1 (2007)
- World's Biggest Suckfest (2007)
- 59 Seconds (2008)
- All Anal All the Time (2008)
- American Bukkake Does The Stars (2008)
- Anal Bandits 5 (2008)
- Anally Yours... Love, Adrianna Nicole (2008)
- Anally Yours... Love, Hillary Scott (2008)
- AssOrama (2008)
- ATK Petite Amateurs 2 (2008)
- Backdoor Beauties (2008)
- Bangin White Ass (2008)
- Be My Valentine? (2008)
- Big Black Meat in Little Blonde Treats (2008)
- Big Dick Little Jane 1 (2008)
- Blackzilla is Splittin That Shitter 2 (2008)
- Blow Me 18 (2008)
- Brandon Iron's 287 Pop Shots (2008)
- Butt Junkies 4 (2008)
- Cracked Wide Open (2008)
- Deep Anal Penetrations (2008)
- Desperate Wives 3 (2008)
- Dirty POP 2 (2008)
- Don't Look Now But There's a Cock in Your Ass (2008)
- Double Penetration 5 (2008)
- DP Me Baby 5 (2008)
- Dr. MILF Pussy Doctor 2 (2008)
- Fantasy All Stars 9 (2008)
- Great Ass And Stocking Too (2008)
- Hillary for President (2008)
- Hillary Scott And Her Horny Little Hos (2008)
- Hillary Scott's Dirty Brazilian Vacation (2008)
- Hole in the Dark (2008)
- I Love 'em Natural 5 (2008)
- Icon (2008)
- iTouchMyself (2008)
- Jack's Teen America 20 (2008)
- Load Warriors 1 (2008)
- Low Blows (2008)
- Matt's Models 9 (2008)
- Monster Cock Mania 1 (2008)
- My Daughter's Perverted Curiosities (2008)
- Perverted Planet 1 (2008)
- Pink Panthers (2008)
- Poke Me Big Daddy 1 (2008)
- Pop Tarts (2008)
- Pop Tarts 2 (2008)
- Porn Valley PTA (2008)
- She Likes a Fist in Her Wet Ass (2008)
- Sinful Fucks (2008)
- Spunk'd 8 (2008)
- Star 69: Strap Ons (2008)
- Sweet Spot (2008)
- Sword Swallowers (2008)
- There's Something About Mari (2008)
- 101 Natural Beauties (2009)
- Addicted to Big Black Dick 2 (2009)
- Anal Acrobats 4 (2009)
- Anal Angels 1 (2009)
- Anally Yours... Love, Joanna Angel (2009)
- Audrey Hollander Fists Her Ass (2009)
- Black Where You Belong (2009)
- Blown Away 2 (2009)
- Brazen and Unshaven (2009)
- Club Jenna: The Anal Years (2009)
- Creamy Faces 2 (2009)
- Cumshots 11 (2009)
- Cumstains 10 (2009)
- DP Me Please (2009)
- Fantastic Fucks (2009)
- Fleshed Out (2009)
- Forbidden (2009)
- Hardcore Cheaters: Caught on Tape (2009)
- Heaven (2009)
- Hillary Loves Jenna (2009)
- Hot Fuckstars (2009)
- In the Butt 3 (2009)
- Interracial Cheerleader Orgy (2009)
- Jim Powers: Master of Perversion 3 (2009)
- Lord Of Asses 14 (2009)
- Monster Dicks for Young Chicks (2009)
- My Dad's Hot Girlfriend 1 (2009)
- My Favorite Babysitters 18 (2009)
- Not Airplane XXX: Flight Attendants (2009)
- Not Airplane XXX: Flight Attendants (new) (2009)
- Not Airplane XXX: Flight Attendants (new) (new) (2009)
- Pump My Ass Full Of Cum 2 (2009)
- Reality Teens (2009)
- Sex Time (2009)

### Regista
- Anal Princess Diaries 2 (2006)
- Chocolate Dipped Vanilla Whores (2007)
- Creamy Stinkstars (2007)
- Cum Eating Teens 6 (2007)
- Extreme Asshole Makeover (2007)
- Backdoor Beauties (2008)
- Hillary for President (2008)